# Bloodletting
Bloodletting (с англ. — «кровопускание») — одиннадцатый студийный альбом американской трэш-метал-группы Overkill, выпущенный в 2000 году лейблом Metal-Is. Альбом был записан при участии нового гитариста группы Дэйва Линска, заменившего ушедших Джо Комо и Себастьяна Марино. Музыкальный стиль группы на этом альбоме несколько сместился в сторону традиционного трэш-метала, что можно характеризовать как «возвращение к истокам». В первую неделю после релиза было продано около 2450 копий альбома.

## Список композиций
Слова и музыка всех песен — написаны Бобби Эллсуортом и Ди Ди Верни.
| №   | Название                  | Длительность |
| --- | ------------------------- | ------------ |
| 1.  | «Thunderhead»             | 5:39         |
| 2.  | «Bleed Me»                | 4:30         |
| 3.  | «What I'm Missin'»        | 4:36         |
| 4.  | «Death Comes Out to Play» | 5:02         |
| 5.  | «Let It Burn»             | 5:18         |
| 6.  | «I, Hurricane»            | 5:04         |
| 7.  | «Left Hand Man»           | 6:10         |
| 8.  | «Blown Away»              | 6:43         |
| 9.  | «My Name Is Pain»         | 4:17         |
| 10. | «Can't Kill a Dead Man»   | 4:05         |

## Участники записи
- Бобби «Blitz» Эллсворт — вокал
- Ди Ди Верни — бас-гитара, бэк-вокал
- Дэйв Линск — гитара
- Тим Маллар (англ. Tim Mallare) — ударные